# Broken Frames
Broken Frames è il terzo album degli Eyes Set to Kill. L'album è composto da 12 tracce più un DVD bonus con le interviste e i video musicali tratti da Reach to Deadly Weapons. È il primo album del gruppo ad essere entrato nella Top Hard Rock Albums di Billboard.

## Tracce
1. All You Ever Knew – 3:12
2. Broken Frames – 2:53
3. The Listening – 3:34
4. Ticking Bombs – 3:36
5. Play the Part – 2:39
6. Falling Fast – 3:35
7. Catch Your Breath – 0:27
8. Ryan – 3:10
9. Inside the Eye – 3:24
10. Two Letter Sins – 3:02
11. Escape – 4:20
12. Let Me In (bonus track) – 4:19